# Fenyegető zaklatás
A fenyegető zaklatás vagy stalking a személy nem kivánt rendszeres megfigyelése vagy vele szembeni kapcsolatfelvétel egy egyén vagy csoport által. A fenyegető zaklatás összefügg a zaklatással és megfélemlítéssel, a fogalom továbbá magába foglalja az áldozat személyes megfigyelését is. A stalking kifejezést a pszichiátriában és a pszichológiában, valamint egyes jogi területeken eltérő definíciókkal használják bűncselekményekre.